# Коваленко Анатолій Дмитрович

Меморіальна дошка на фасаді Інституту механіки НАН України

Анато́лій Дми́трович Ковале́нко (нар. 16 січня 1905, Київ — пом. 19 вересня 1973, Київ) — український вчений у галузі механіки. Професор (1949). Академік АН УРСР (1961). Заслужений діяч науки і техніки УРСР (1964). Лауреат Державної премії УРСР (1971).

## Життєпис
Народився 16 січня 1905 у Києві.
У 1929 році закінчив Київський політехнічний інститут.
З 1936 року працював в Інституті будівельної механіки АН УРСР, в 1959–1973 рр.. — в Інституті механіки АН УРСР (у 1959–1965 рр.. — директор).
У 1935–1941 і 1944–1949 рр.. — викладач Київського політехнічного інституту, з 1949 року — професор Київського університету.
Основні дослідження відносяться до теорії пружності і термопружності стосовно до конструкцій нової техніки. Розробив термодинамічні підстави теорії термопружності. У теорії спеціальних функцій ввів і дослідив гіпергеометричні функції другого роду.
Отримав точні рішення низки задач про напружений стан круглих пластин та оболонок обертання змінної товщини, створив методи розрахунку елементів турбомашин, що знайшли широке застосування на практиці.

## Праці
Анатолій Коваленко — автор понад 120 наукових робіт, в тому числі 11 монографій, зокрема:
- «Теорія розрахунку на міцність коліс турбомашин» (1950);
- «Введення у термопружність» (1969);
- «Термопружність пластин та оболонок» (1971).

## Учні
Підготував сім докторів і 50 кандидатів наук.
Помер 19 вересня 1973 у Києві.

## Пам'ять
25 травня 1976 року у Києві, за адресою: вул. Петра Нестерова, 3, на фасаді Інституту механіки імені С. П. Тимошенка НАН України відкрито меморіальну дошку з написом: «У цьому будинку в 1961—1973 рр працював видатний вчений в галузі механіки, академік АН УРСР Анатолій Дмитрович Коваленко 1905—1973» (бронза; барельєф; скульптор О. М. Кальницька, архітектор А. А. Сницарев)